# BELIEVE (西内まりやの曲)
「BELIEVE」（ビリーブ）は、西内まりやの6枚目のシングル。2016年9月21日に発売された。西内の初の映画主題歌である。

## 概要
2016年7月22日に同曲の発売が発表され、8月10日に収録内容が発表された。8月17日にリリースイベントを開催することが発表された。
初回生産限定盤（CD＋ミニフォトブック）、通常盤（CD+DVD）、通常盤（CD ONLY）、通常盤（CD ONLY　CUTIE HONEY -TEARS-盤）の4形態で発売。
表題曲「BELIEVE」は、自身が主演する10月1日公開の映画『CUTIE HONEY -TEARS-』主題歌となることが映画公式サイトにて発表され、一部が劇場で上映の予告動画中に流されている。また、7月31日に東京FMのラジオ番組『西内まりや for You… supported by 日本がん予防協会』において初オンエアされた。さらに8月18日にTBS系『COUNT DOWN TV』にてテレビ音楽番組初披露された。
カップリング曲の「Want Your love」は『レコメン!』（文化放送）内「西内まりやMa-Realらじお」において同年8月31日にオンエア、一般に初披露された。

## 収録曲

### 初回生産限定盤（CD+フォトブック）
1. BELIEVE
  - 作詞：西内まりや、作曲：Zen Nishizawa、yousuke
2. Want Your Love
  - 作詞：西内まりや、作曲：Zen Nishizawa、yousuke
3. BELIEVE (Instrumental)
4. Want Your Love (Instrumental)

### 通常盤（CD+DVD）
CD
1. BELIEVE
2. Want Your Love
3. BELIEVE (Instrumental)
4. Want Your Love (Instrumental)

DVD
1. 「BELIEVE」Music Video
2. 「BELIEVE」Making Video

### 通常盤（CD ONLY）
1. BELIEVE
2. Want Your Love
3. BELIEVE (Instrumental)
4. Want Your Love (Instrumental)

### 通常盤（CD ONLY CUTIE HONEY -TEARS-盤）
1. BELIEVE
2. キューティーハニー (CUTIE HONEY -TEARS- ver.)
  - 作詞：クロード・Q、作曲：渡辺岳夫、編曲：KAZ
3. BELIEVE (Instrumental)
4. キューティーハニー (CUTIE HONEY -TEARS- ver.)  (Instrumental)